# Wil Horneff
William Samuel 'Wil' Horneff (Englewood (New Jersey), 12 juni 1979) is een Amerikaans acteur.

## Biografie
Horneff is geboren in Englewood (New Jersey), maar groeide op in Saddle River samen met twee zussen en een broer. Hij heeft de high school doorlopen aan de Bergen Catholic in Oradell en ging hierna naar de UPENN in Philadelphia (Pennsylvania) en Columbia-universiteit in New York waar hij zijn diploma haalde in Engels. Hij heeft met zijn familie veel gereisd en in het speciaal naar Europa, hierdoor is hij goed in talen Frans, Spaans en Duits. Hij heeft ook voor een paar maanden zijn tijd doorgebracht in Kostroma Rusland om daar de minderbedeelde kinderen te helpen. 
Horneff begon in 1992 met acteren als jeugdacteur in de televisieserie Ghostwriter. Hierna heeft hij nog meerdere rollen gespeeld in televisieseries en films zoals The Shining (1997), Law & Order (1993 en 2002) en 7eventy5ive (2007).
Horneff is ook actief in het theater, zo heeft hij in 1992 eenmaal opgetreden op Broadway in het toneelstuk Four Baboons Adoring the Sun in de rol van Wayne.
Horneff is in 2008 getrouwd. In zijn vrije tijd is hij actief met karate, jiujitsu (waarin hij in beide de zwarte band heeft), skiën, vliegen en tennis. Hij woont nu met zijn vrouw in Los Angeles.

## Young Artist Awards
- 1996 categorie Beste Jonge Acteur met een Hoofdrol met de film Born to Be Wild – gewonnen.
- 1995 categorie Beste Optreden door een Jonge Acteur in een Film met de film The Yearling – gewonnen.
- 1995 categorie Beste Optreden door een Jonge Acteur in een Televisieserie met de televisieserie Law & Order – genomineerd.

## Filmografie

### Films
Uitgezonderd korte films.
- 2014 The Longest Swim - als Matt
- 2007 A Dance for Bethany – als Eric
- 2007 7eventy5ive – als Scott/ Josh
- 2005 Alchemy – als Dave
- 2005 The Roost – als Elliott
- 1999 2 Little, 2 Late – als Robbie Fontaine
- 1998 Harvest – als Andy Yates
- 1995 Born to Be Wild – als Rick Heller
- 1994 Oldest Living Confederate Widow Tells All – als Willie Marsden
- 1994 The Yearling – als Jody Baxter
- 1993 Ghost in the Machine – als Josh Baxter
- 1993 The Sandlot – als Phillips

### Televisieseries
Uitgezonderd eenmalige gastrollen.
- 1997 The Shining – als Tony – 3 afl.
- 1992 Ghostwriter – als Calvin Ferguson – 2 afl.

- Biblioteca Nacional de España: XX4780036
- International Standard Name Identifier: 0000 0001 1671 8154
- Library of Congress Control Number: no2005083426
- Virtual International Authority File: 73592209
- WorldCat: E39PBJvmQFXGyxvgBWdm3BqG73